# Muhammad Hakimi Ismail
Muhammad « Muhd » Hakimi Ismail (né le 8 avril 1991 à Taiping) est un athlète malaisien, spécialiste du triple saut.
Il porte le record national malais à 16,72 m à Singapour le 9 juin 2015, pour remporter la médaille d'or des Jeux d'Asie du Sud-Est.
Lors des Championnats d'Asie 2017, il termine 5e à Bhubaneswar. En août 2017, il porte le record national à 16,77 m pour remporter le titre lors des Jeux d'Asie du Sud-Est à Kuala Lumpur.
Il est 8e lors des Championnats d’Asie 2019 à Doha.